# Корі Блаунт
Корі Касун Блаунт (англ. Corie Kasoun Blount, нар. 4 січня 1969, Монровія, Каліфорнія, США) — американський професіональний баскетболіст, що грав на позиціях центрового і важкого форварда за низку команд НБА.

## Ігрова кар'єра
На університетському рівні грав за команду Цинциннаті (1991–1993). 1992 року разом з командою дійшов до фіналу чотирьох турніру NCAA, а наступного року — до чвертьфіналу.
1993 року був обраний у першому раунді драфту НБА під загальним 25-м номером командою «Чикаго Буллз». Захищав кольори команди з Чикаго протягом наступних 2 сезонів.
З 1995 по 1999 рік грав у складі «Лос-Анджелес Лейкерс».
Частину 1999 року виступав у складі «Клівленд Кавальєрс».
Наступною командою в кар'єрі гравця була «Фінікс Санз», за яку він відіграв 2 сезони.
2001 року перейшов до складу «Голден-Стейт Ворріорз», а згодом до «Філадельфія Севенті-Сіксерс», у складі якої провів наступний сезон своєї кар'єри.
Наступною командою в кар'єрі гравця була «Чикаго Буллз», за яку він відіграв 2 сезони.
Останньою ж командою в кар'єрі гравця стала «Торонто Репторз», до складу якої він приєднався 2004 року і за яку відіграв лише частину сезону.

## Ув'язнення
5 грудня 2008 року поліція арештувала Блаунта за зберігання 13 кг маріхуани. Згідно з поліцейською доповіддю, Блаунт отримав 5 кг марихуани в одному місці, поїхав до іншого будинку, де отримав ще 5 кг. Також згодом було знайдено ще три кілограми. Через це у нього було конфісковано три автомобілі: Mercedes Benz 1996 року, Cadillac Escalade 2004 та Chevrolet Suburban 2000. Також було конфісковано три пістолети та 29,500 доларів. Він був затриманий, але відпущений під заставу в 10,090 доларів. 3 квітня 2009 року відбувся суд, на якому Блаунта було визнано винним, а 13 травня його посадили до в'язниці терміном на один рік.